# 呉建
呉 建（くれ けん、1883年（明治16年）10月27日 - 1940年（昭和15年）6月27日）は、日本の医師、内科学者、洋画家。医学博士（東京帝国大学）、アテネ大学名誉教授。帝国学士院恩賜賞受賞。九州帝国大学教授、東京帝国大学教授、東京帝国大学医学部附属医院医長を歴任。
1930年代に6度ノーベル生理学・医学賞候補となるが、結局、受賞には至らなかった。6度の候補は同賞で日本人最多である。
チャールズ・シェリントン、ジークムント・フロイト、イワン・パブロフに次ぐ中枢神経生理学の権威とされる。

## 略歴・人物
呉文聰・やす夫妻の長男として東京府麹町区元園町に生まれる。曾祖父は蘭学者の箕作阮甫、祖父は阮甫の弟子で娘婿の呉黄石、父は黄石の次男で統計学者の呉文聰、叔父は精神科医の呉秀三、義叔父は書家の日高秩父、弟は経済学者の呉文炳、父方の従弟は西洋古典学者の呉茂一と文部官僚の日高第四郎、母方の従弟は歌手の高英男。
麹町幼稚園、麹町小学校、獨逸学協会中学校（現・獨協中学校・高等学校）、第一高等学校を経て、1907年東京帝国大学医科大学を卒業。1911年からドイツ及びオーストリアに留学し、ベルリン大学でクラウス・シリング、プラハ大学でエヴァルト・ヘリングに師事する。1913年に帰国し、三井慈善病院内科医局主任を経て、東京帝国大学助教授に就任。1920年九州帝国大学教授、1925年東京帝国大学教授。この間、東京帝国大学医学部附属医院医長として、「呉内科」を主宰した。
1940年心筋梗塞の発作で急逝。享年56歳。

## 業績
循環器病学、神経生理学の権威であり、心電図等を導入してその発展に尽くした他、心臓の病態生理学や脊髄副交感神経の研究でも業績を残し、さらに進行性筋ジストロフィー症の成因および治療ついても新知見を述べた。1931年に脊髄の後根に遠心性線維が多数含まれていることを明らかにし、それが脊髄にある神経細胞から出た副交感神経であることを発見。また、その機能として、一般の血管には拡張的に作用するが、肺の血管には収縮的に作用するなど、独自の見解を示した。他方、随意筋の神経支配について脳髄神経性と自律神経性があると主張。これらの研究成果は国際的な反響と支持を得て、ドイツのエアランゲン大学物理医学協会やスイスの第1回万国神経学会などに招聘されている。
研究の傍ら、東京帝国大学医学部附属医院医長として一般患者の治療に専念し、心臓病・神経痛の権威としても多くの患者を診察した。医学以外では洋画を描き、随筆も執筆している。

## ノーベル賞
緒方知三郎、木村男也、石原忍、小野寺直助、イワン・パブロフ、都築正男、増田胤次、林春雄、永井潜、高木憲次、慶松勝左衛門、高橋明、緒方章、田宮猛雄、西成甫、島薗順次郎等から、計28件の推薦を受け、1930年代にノーベル生理学・医学賞候補に6度なっている。これは同賞で日本人最多である。1931年には選考委員会の一次選考でカロリンスカ研究所教授のハンス・クリスチャン・ヤコビウス (en:Hans Christian Jacobaeus、1879 - 1937)他2名より受賞が検討され、1933年には二次選考で3名より検討されている。なかでも1935年にはロシア人として初のノーベル賞受賞者であるイワン・パブロフより推薦を受けたことから、日本人として初の受賞の可能性が高まったと考えた当時の外務省は、広田弘毅外務大臣の名で、在スウェーデン全権公使としてストックホルム赴任中の白鳥敏夫に対し、受賞のためのロビー活動を指示する公信を送るなど尽力したが、受賞には至らなかった。国連大使を歴任した松平康東は、この時日本が枢軸国であったことから受賞には至らなかったとしている。

## 受賞・栄誉
脊髄後根における遠心性脊髄副交感神経の発見で、1939年に帝国学士院恩賜賞を受賞した他、交感神経に関する研究で日本内科学会恩賜賞、随意筋緊張と栄養の神経支配の発見で服部報公会賞を受賞した。1930年にはイタリア王国よりグラン・オフチアレー・コロナ・イタリア勲二等を受章している。また、ブダペスト王立医学協会通信員及びアテネ大学名誉教授に推戴された。その他、洋画家として帝展・文展に6度入賞している。
死後、正三位勲二等旭日重光章を贈られた。

## 著書
- 『心臓病診断及治療学』南山堂書店、1915
- 『呉文聡』文藝春秋社、1920
- 『自律神経系』克誠堂書店、1934
- 『内科書』南山堂書店、1934（共著）
- 『池の素描』文藝春秋社、1940
- 『呉建画集』中央公論美術出版、1978